# 路蘭·基治拿
路蘭·基治拿（Roland Kirchler，1970年09月29日—），出生于維也納，奧地利职业足球运动员，司職中場。

## 球會生涯
他效力因斯布魯克長達十二年，32歲才出國，效力中超球會北京國安，但在2002年7月3日與八一隊的比賽中僅出場67分鐘後即被棄用，一年後返回奧地利，效力薩爾斯堡紅牛，僅一季後他又轉到柏興，效力一季半後重投薩爾斯堡紅牛，最後在他的母會WSG瓦腾斯掛靴。

## 國際賽生涯
他首次亮相國家隊是在1993年3月对希腊的友谊赛，但無緣出席1998年世界杯，只有上陣在世界杯结束后的比場。他获得了28场国家队比赛，攻入5球。他最后一次国际是2005年3月对威尔士的世界杯外圍賽。

## 榮譽
- 奧地利甲組足球聯賽 (3):
  - 2000, 2001, 2002
- 奧地利盃 (1):
  - 1993

## 連結
1. ↑  . 北京晨报. 2002-07-04  [2014-10-31]. （原始内容存档于2019-04-02）.

- Player profile - WSG Wattens
- Profile - Weltfussball （德文）
- Career stats （页面存档备份，存于） - National Football Teams